# Sprintvärldsmästerskapen i kanotsport 2014
Sprintvärldsmästerskapen i kanotsport 2014 anordnades den 6–10 augusti i Moskva, Ryssland.

## Medaljsummering

### Medaljtabell

#### Kanot och kajak
| Pl.    | Nation         | Guld | Silver | Brons | Totalt |
| ------ | -------------- | ---- | ------ | ----- | ------ |
| 1      | Ungern         | 6    | 5      | 6     | 17     |
| 2      | Ryssland       | 4    | 2      | 2     | 8      |
| 3      | Tyskland       | 2    | 5      | 1     | 8      |
| 4      | Tjeckien       | 2    | 1      | 1     | 4      |
| 5      | Nya Zeeland    | 2    | 1      | 0     | 3      |
| 6      | Danmark        | 2    | 0      | 1     | 3      |
| 7      | Kanada         | 2    | 0      | 0     | 2      |
| 7      | Slovakien      | 2    | 0      | 0     | 2      |
| 9      | Polen          | 1    | 2      | 1     | 4      |
| 10     | Serbien        | 1    | 1      | 3     | 5      |
| 11     | Australien     | 1    | 1      | 0     | 2      |
| 11     | Rumänien       | 1    | 1      | 0     | 2      |
| 11     | Ukraina        | 1    | 1      | 0     | 2      |
| 14     | Brasilien      | 1    | 0      | 2     | 3      |
| 14     | Storbritannien | 1    | 0      | 2     | 3      |
| 16     | Belarus        | 0    | 4      | 4     | 8      |
| 17     | Bulgarien      | 0    | 2      | 0     | 2      |
| 18     | Frankrike      | 0    | 1      | 2     | 3      |
| 19     | Portugal       | 0    | 1      | 0     | 1      |
| 19     | Sverige        | 0    | 1      | 0     | 1      |
| 21     | Spanien        | 0    | 0      | 2     | 2      |
| 22     | Kuba           | 0    | 0      | 1     | 1      |
| 22     | Litauen        | 0    | 0      | 1     | 1      |
| 22     | Sydafrika      | 0    | 0      | 1     | 1      |
| Totalt | Totalt         | 29   | 29     | 30    | 88     |

### Herrar

#### Kanadensare
| Gren              | Guld                                                                           | Tid       | Silver                                                                                | Tid       | Brons                                                         | Tid       |
| C–1 200 m         | Jurij Tjeban (UKR)                                                             | 38,137    | Aleksej Korovasjkov (RUS)                                                             | 38,143    | Jevgenij Šuklin (LTU)                                         | 38,423    |
| C–1 500 m         | Isaquias Queiroz (BRA)                                                         | 1:47,916  | Sebastian Brendel (GER)                                                               | 1:49,433  | Martin Fuksa (CZE)                                            | 1:49,726  |
| C–1 1000 m        | Sebastian Brendel (GER)                                                        | 3:44,578  | Martin Fuksa (CZE)                                                                    | 3:48,180  | Attila Vajda (HUN)                                            | 3:49,296  |
| C–1 5000 m        | Sebastian Brendel (GER)                                                        | 23:09,973 | Attila Vajda (HUN)                                                                    | 23:11,057 | Pavel Petrov (RUS)                                            | 23:18,224 |
| C–2 200 m         | Ryssland Aleksej Korovasjkov Ivan Sjtyl                                        | 35,350    | Tyskland Stefan Holtz Robert Nuck                                                     | 35,706    | Brasilien Isaquias Queiroz Erlon Silva                        | 36,064    |
| C–2 500 m         | Ryssland Aleksej Korovasjkov Ivan Sjtyl                                        | 1:35,829  | Rumänien Alexandru Dumitrescu Victor Mihalachi                                        | 1:38,381  | Kuba Rolexis Baez Serguey Torres                              | 1:39,385  |
| C–2 1000 m        | Rumänien Alexandru Dumitrescu Victor Mihalachi                                 | 3:28,340  | Ungern Henrik Vasbányai Róbert Mike                                                   | 3:28,690  | Tyskland Yul Oeltze Ronald Verch                              | 3:30,442  |
| C–4 1000 m        | Ryssland Rasul Isjmuchamedov Viktor Melantiev Ilja Pervuchin Kirill Sjamsjurin | 3:10,701  | Belarus Dzianis Harazja Dzmitryj Rabtjanka Dzmitryj Vajtsisjkin Aljaksandr Valtjetski | 3:13,420  | Ungern Tamás Kiss Pál Sarudi Dávid Varga András Vass          | 3:13,498  |
| C–1 200 m stafett | Ryssland Aleksej Korovasjkov Andrej Krajtor Nikolaj Lipkin Ivan Sjtyl          | 2:43,602  | Ukraina Jurij Tjeban Vitalij Holjuk Oleksandr Maksymtjuk Vadym Tsipan                 | 2:48,629  | Ungern Jonatán Hajdú Dávid Korisánszky Ádám Lantos Péter Nagy | 2:50,046  |

#### Kajak
| Gren            | Guld                                                       | Tid       | Silver                                                                 | Tid       | Brons                                                               | Tid       |
| K–1 200 m       | Mark de Jonge (CAN)                                        | 33,961    | Petter Menning (SWE)                                                   | 34,088    | Ed McKeever (GBR) · Saúl Craviotto (ESP)                            | 34,270    |
| K–1 500 m       | René Holten Poulsen (DEN)                                  | 1:39,190  | Bence Dombvári (HUN)                                                   | 1:39,351  | Marcus Cooper Walz (ESP)                                            | 1:39,692  |
| K–1 1000 m      | Josef Dostál (CZE)                                         | 3:25,092  | Miroslav Kirchev (BUL)                                                 | 3:26,409  | René Holten Poulsen (DEN)                                           | 3:26,482  |
| K–1 5000 m      | Ken Wallace (AUS)                                          | 20:12,981 | Max Hoff (GER)                                                         | 20:14,004 | Cyrille Carré (FRA)                                                 | 20:14,562 |
| K–2 200 m       | Serbien Nebojša Grujić Marko Novaković                     | 30,500    | Tyskland Tom Liebscher Ronald Rauhe                                    | 30,606    | Frankrike Maxime Beaumont Sébastien Jouve                           | 30,884    |
| K–2 500 m       | Slovakien Erik Vlček Juraj Tarr                            | 1:28,187  | Ungern Rudolf Dombi Gergely Boros                                      | 1:28,203  | Belarus Raman Petrusjenka Vadzim Machneŭ                            | 1:29,292  |
| K–2 1000 m      | Slovakien Erik Vlček Juraj Tarr                            | 3:08,784  | Australien Ken Wallace Lachlan Tame                                    | 3:09,637  | Serbien Marko Tomićević Vladimir Torubarov                          | 3:09,857  |
| K–4 1000 m      | Tjeckien Daniel Havel Lukáš Trefil Josef Dostál Jan Štěrba | 2:46,724  | Portugal Fernando Pimenta João Ribeiro Emanuel Silva David Fernandes   | 2:46,939  | Ungern Zoltán Kammerer Dávid Tóth Tamás Kulifai Dániel Pauman       | 2:48,039  |
| K–1 200 m Relay | Ungern Miklós Dudás Dávid Hérics Bence Nádas Sándor Tótka  | 2:24,193  | Frankrike Maxime Beaumont Étienne Hubert Arnaud Hybois Sébastien Jouve | 2:24,348  | Storbritannien Liam Heath Ed McKeever Kristian Reeves Jon Schofield | 2:24,972  |

### Damer

#### Kanadensare
| Gren      | Guld                                 | Tid      | Silver                                   | Tid      | Brons                                        | Tid      |
| C–1 200 m | Laurence Vincent-Lapointe (CAN)      | 46,419   | Stanilija Stamenova (BUL)                | 46,977   | Valdenice Conceicao Do Nascimento (BRA)      | 47,099   |
| C–2 500 m | Ungern Zsanett Lakatos Kincső Takács | 2:03,152 | Belarus Daryna Kastsiutjenka Kamila Bobr | 2:04,562 | Ryssland Natalia Marasanova Olesia Romasenko | 2:06,719 |

#### Kajak
| Gren              | Guld                                                                            | Tid       | Silver                                                                         | Tid       | Brons                                                                          | Tid       |
| K–1 200 m         | Lisa Carrington (NZL)                                                           | 37,898    | Marta Walczykiewicz (POL)                                                      | 38,814    | Nikolina Moldovan (SRB)                                                        | 39,416    |
| K–1 500 m         | Danuta Kozák (HUN)                                                              | 1:49,283  | Lisa Carrington (NZL)                                                          | 1:49,790  | Bridgitte Hartley (RSA)                                                        | 1:50,496  |
| K–1 1000 m        | Teneale Hatton (NZL)                                                            | 3:49,423  | Tamara Csipes (HUN)                                                            | 3:49,474  | Dalma Ružičić-Benedek (SRB)                                                    | 3:49,780  |
| K–1 5000 m        | Louisa Sawers (GBR)                                                             | 23:10,957 | Maryna Pautaran (BLR)                                                          | 23:15,158 | Renáta Csay (HUN)                                                              | 23:21,060 |
| K–2 200 m         | Ungern Anna Kárász Ninetta Vad                                                  | 35,869    | Tyskland Franziska Weber Tina Dietze                                           | 35,986    | Belarus Marharyta Tsishkevich Maryna Litvinchuk                                | 36,217    |
| K–2 500 m         | Ungern Gabriella Szabó Tamara Csipes                                            | 1:39,935  | Serbien Nikolina Moldovan Olivera Moldovan                                     | 1:40,480  | Polen Karolina Naja Beata Mikołajczyk                                          | 1:41,337  |
| K–2 1000 m        | Danmark Henriette Engel Hansen Emma Jørgensen                                   | 3:33,784  | Belarus Aleksandra Grisjina Sofija Jurtjanka                                   | 3:35,818  | Ungern Erika Medveczky Alíz Sarudi                                             | 3:35,949  |
| K–4 500 m         | Ungern Anna Kárász Danuta Kozák Gabriella Szabó Ninetta Vad                     | 1:28,219  | Polen Edyta Dzieniszewska Beata Mikołajczyk Karolina Naja Marta Walczykiewicz  | 1:28,942  | Belarus Volha Chudzenka Nadzeja Papok Maryna Pautaran Marharyta Tsisjkevitj    | 1:29,585  |
| K–1 200 m stafett | Polen Edyta Dzieniszewska Karolina Naja Marta Walczykiewicz Ewelina Wojnarowska | 2:47,793  | Ryssland Natalia Lobova Anastasia Pantjenko Natalia Podolskaja Elena Terechova | 2:48,833  | Belarus Maryna Pautaran Volha Chudzenka Marharyta Tsisjkevitj Sofija Jurtjanka | 2:49,762  |